# Gmail
Gmail är en gratis webbaserad e-posttjänst, lanserad av Google den 1 april 2004. Tjänsten är öppen för alla.

## Gmails funktioner
Gmail var bland de första med att erbjuda sina användare 1 gigabyte gratis utrymme. Då Gmail kom till var det vanligt att webbmail-tjänster (som Hotmail, Yahoo!, svenska Spray med flera) endast hade några megabyte lagringsutrymme för post. Detta utrymme fylldes för många användare snabbt upp och man var tvungen att kasta meddelanden för att få plats för nya. Gmails filosofi är att användaren aldrig ska behöva radera meddelanden, istället ska funktioner från Googles sökmotor användas för att hitta ett visst brev eller en gammal konversation. Den 1 april 2005 fördubblades utrymmet Gmail erbjuder till 2 gigabyte och det växte kontinuerligt med cirka 3,3 megabyte per dag. Den 24 april 2012, för att fira att Google Drive lanserades, utökades utrymmet från 7,5 till 10 gigabyte. Den 13 maj slogs utrymmet i Gmail (10 GB) och utrymmet i Google Drive (5 GB) ihop, så att 15 GB nu är tillgängligt för Gmail, Google Drive och Google Foton. Användare som genomförde en säkerhetskontroll i samband med Safer Internet Day 2015 fick 2 GB extra utrymme, och det upprepades 2016, så att en användare nu (oktober 2016) kan ha som mest 19 GB gratis utrymme.

### Conversation views
Google har i Gmail infört en del nya finesser som inte återfinns hos konkurrenternas tjänster. En sådan finess är att inkomna och skickade meddelanden som hör samman "buntas ihop" så att de bildar konversationer (Conversation views). Gmail försöker avgöra om ett nyinkommet meddelande är en del av en befintlig konversation eller början på en ny, genom att titta på olika delar av meddelandet, bland annat ärenderaden, avsändare och datum. Eftersom de redan lästa delarna av konversationen presenteras i komprimerat format sparas plats på skärmen, samtidigt som man lätt kan gå tillbaka och läsa tidigare meddelanden som hör till konversationen.

### Spamfilter
Gmail har ett inbyggt spamfilter som flyttar spam-klassificerade meddelanden till spam-mappen. Spamfiltrets tillförlitlighet kritiserades i början då det visade sig ha en träffsäkerhet på bara runt 40% (enligt ett test på Spam My Gmail Account). Det ökade sedan till 60% och var fortfarande inte klassat som tillräckligt bra. På senaste tid har det dock blivit mycket säkrare. Detta beror på att när en Gmailanvändare rapporterar ett meddelande som spam, skickas data till Google, där de analyserar meddelandet. Visar det sig att det är spam, gör utvecklarna av Gmail vissa inställningar så att meddelanden av den typen i fortsättningen hamnar direkt i spamkorgen. Numera har Gmails spamfilter en ganska hög träffsäkert vad gäller att känna igen det som är spam och inte spam.

### Användargränssnitt
Gmail har lagt ner mycket tid på att göra användargränssnittet så användarvänligt som möjligt. Exempelvis används JavaScript och XML med hjälp av AJAX i stor utsträckning. Detta hjälper till att skapa en snabbare sajt då antalet sidomladdningar från servern minimeras. JavaScript används även för automatisk komplettering av e-postadresser.

### Chatt
7 februari 2006 lanserade Gmail sin chattfunktion där man kan chatta i e-posttjänsten med andra gmailinnehavare när man är i inkorgen om de också använder sin chattfunktion. Här kan man välja olika inställningar som att spara eller inte spara chattkonversationer, välja hur många och vilka som ska finnas uppe i ett specialfönster till vänster i gränssnittet och vilka som har möjlighet att chatta med dig. Utseendemässig är den snarlik Googles separata chattprogram Google Talk och säkerhetsinställningar som görs här märks också av i Google Talk och vice versa.

## Betatestning
Först den 7 juli 2009 togs betastämpeln bort från tjänsten men den är fortfarande under utveckling genom tjänsten Gmail Labs. Från början erbjöd Google sina anställda samt deras familjer och vänner att bli betatestare. Dessa fick använda tjänsten för att hitta fel och brister innan tjänsten blev publik. I ett senare skede fick aktiva användare av communityn blogger.com chansen att testa tjänsten. Dessa försågs senare i olika omgångar med inbjudningar som de kunde skicka till vänner och bekanta. Under våren och sommaren 2004 blev en inbjudan till Gmail hett eftertraktad, främst på grund av två orsaker. Om man kunde komma över en inbjudan var chansen stor att det önskade användarnamnet fortfarande var ledigt. Därutöver ger det i vissa kretsar viss respekt att kunna stoltsera med en Gmail-adress, en adress som "vem som helst" inte kan skaffa sig. På amerikanska auktionssajten eBay auktionerades åtråvärda Gmail-konton ut och kunde i vissa fall inbringa flera tusen dollar. Det skapades även tjänster, exempelvis GmailSwap, där byteshandel av Gmail-konton och Gmail-inbjudningar idkades av hugade spekulanter.

## Namnkonflikter
På grund av namnkonflikter och domstolsutslag som befäst detta har Google tvingats att byta namn på Gmail i Tyskland och Storbritannien där tjänsten istället går under namnet Google Mail med därtillhörande domännamnet googlemail.com.